# Hydraecia arnymai
Hydraecia arnymai là một loài bướm đêm trong họ Noctuidae.